# Detlef Kantowsky
Detlef Kantowsky (* 13. Februar 1936 in Berlin - + 29. Januar 2018) war von 1981 bis 1999 Professor für Soziologie und Kulturvergleich an der Universität Konstanz. Bekannt geworden ist er durch seine Forschungen zum buddhistischen Modernismus. Er war verheiratet und hatte zwei Kinder, er lebte in Bodman.

## Leben
Die Habilitation erfolgte bei Ralf Dahrendorf. Nach einem längeren Forschungsaufenthalt in Indien war er als Rezensent für das Asien Forum und für buddhistische Zeitschriften tätig, wodurch er die Bekanntschaft bedeutender Buddhisten im deutschsprachigen Raum wie Ayya Khema machte.

## Publikationen (Auswahl)
- Die Generation der Unbefangenen. Zur Soziologie der jungen Menschen heute (mit Viggo Graf Blücher). Diederichs, Düsseldorf 1966
- Indien. Gesellschaftsstruktur und Politik. Suhrkamp (edition suhrkamp 543), Frankfurt am Main 1972, ISBN 3-518-00543-X
- Junge Tibeter in der Schweiz. Studien zum Prozess kultureller Identifikation (Hrsg., mit Martin Brauen). Rüegger, Diessenhofen 1982, ISBN 3-7253-0169-7
- Von Südasien lernen. Erfahrungen in Indien und Sri Lanka. Campus, Frankfurt am Main 1985, ISBN 3-88655-210-1
- Bilder und Briefe aus einem indischen Dorf. Rameshvar 1965–1985. Campus, Frankfurt am Main 1986, ISBN 3-88655-219-5
- Indien. Gesellschaft und Entwicklung. Suhrkamp (es 1424), Frankfurt am Main 1986, ISBN 3-518-11424-7
- „Nicht derselbe und nicht ein anderer“. Beschreibungen und Gespräche, Texte, Bilder und Dokumente zum 90. Geburtstag des Ehrwürdigen Nyanaponika Mahathera (Hrsg.). Universität Konstanz 1991
- Mahatma Gandhi: Gewaltfrei leben (Auswahl und Übersetzung). Benziger, Zürich 1992; 2. A. 1995, ISBN 3-545-33141-5
- Buddhismus. Aurum, Braunschweig 1993, ISBN 3-591-08338-0
- Karl Eugen Neumann: Flüchtige Skizzen und Notizen aus Zeilon und Indien im Sommer 1894 (Hrsg.). Universität Ulm 1994
- Wegzeichen. Gespräche über buddhistische Praxis (Hrsg.). Universität Ulm 1994, ISBN 3-930983-01-X
- Gotama Buddha: Mein Weg zum Erwachen. Eine Autobiographie (Hrsg.). Benziger, Zürich 1996, ISBN 3-545-34141-0
- Der Weg der weißen Wolken. Texte, Bilder und Dokumente aus dem Leben von Lama Anagarika Govinda (1898–1985) (Hrsg.). Universität Konstanz 1996, ISBN 3-930959-08-9
- Buddhisten in Indien heute. Beschreibungen, Bilder und Dokumente. Universität Konstanz 1999; Beyerlein & Steinschulte, Stammbach 2007, ISBN 978-3-931095-70-3
- Zucker aus Bénarès. Zur Ausbreitung süßen Lebens am Beispiel von Mauritius. Universität Konstanz 2002
- Cha-do – Tee-Weg. Literatur und Praxis im deutschsprachigen Bereich. Universität Konstanz 2006